# Цейхгаузы (Выборгский замок)
Цейхгаузы — комплекс из трех сооружений бывших воинский складов оружия, входящие в архитектурный ансамбль Выборгского замка. Внешняя стена Цейхгаузов, бывшая северная оборонительная стена замка, формирует западный фасад замка. Внутренние стены ограничивают Нижний двор замка. Корпуса Цейхгаузов входят образуют единый комплекс с Юго-западной стеной, Зданием Тюрьмы (Канцелярии) и Арсеналами. С 2021 года в помещениях Цейхгаузов размещаются выставочные и экспозиционные залы Выборгского объединённого музея-заповедника.

## История
Первоначально на переднем (нижнем) дворе замка располагались преимущественно деревянные назначению здания, хаотично расположенные и использовавшиеся для разных нужд. В замковых отчетам среди построек нижнего двора упоминаются кузница (1549), бойня «из досок и бревен», поварня, кладовая, «тайный дом», конюшня «с 4-мя дверьми», «новый дом горожан» (1562), церковь (1567), пивоварня «с двумя вмонтированными котлами», писарская изба и кладовая (1574), баня и т. д. В 1578 году «позади пивоварни … „был вырыт котлован и в нём вбиты под фундамент сваи для укрепления, которое должно протянуться до кузницы“. Эти работы стали началом строительства внешней каменной оборонительной стены, призванной заменить устаревшее дерево — земляные шканцы и больверки». С этого момента началось строительство Северной оборонительной стены замка, которая стала продолжением Юго-Западной стены.
Наиболее ранний план Замкового острова 1615 года запечатлел уже законченное строительство корпусов Цейхгауза, пристроенных Северной оборонительной стене. К концу XVII в. внешний вид Нижнего двора окончательно изменился: деревянные строения были срыты и заменены каменными домами. Многие старые здания на дворе и среди них «старая казначейская комната», церковь, две комнаты над подвалом канцелярии и др. — изменили свое назначение: были переоборудованы под склады для зерна.

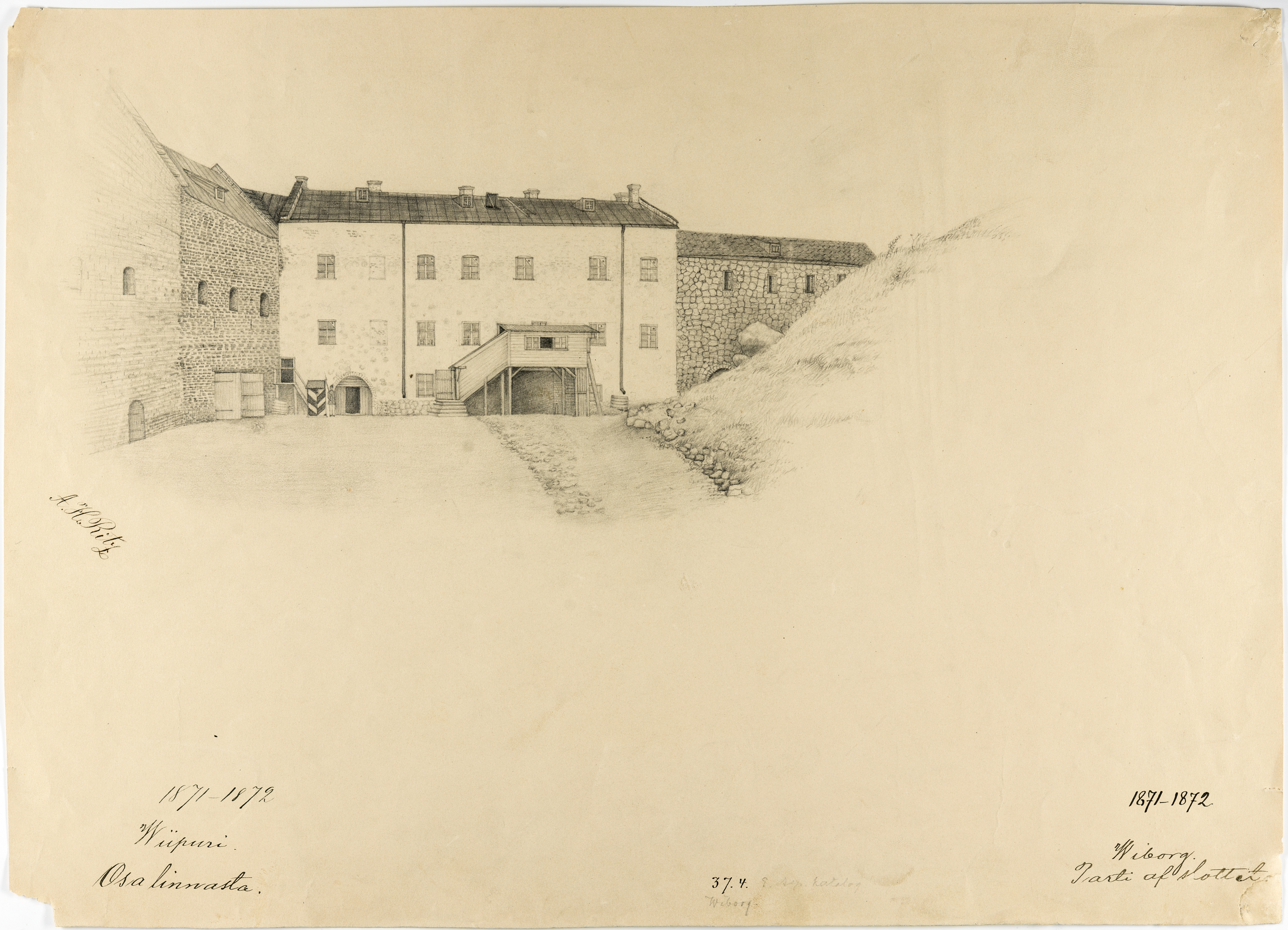
Ритц Х. А. Нижний двор Выборгского замка. 1871—1872 гг. Музейное ведомство Финляндии

В 1710 г., в ходе осады Выборга войсками Петра I, в ночь с 1 на 2 апреля в результате попадания русской бомбы в один из корпусов Цейхгаузов произошел мощный взрыв запасов пороха, снаряженных бомб и гранта, в результате чего пострадала Северная оборонительная стена и здания цейхгаузов. Наиболее интенсивно ремонтно-строительные работы начались здесь, в основном, уже после заключения Ништадтского мирного договора в 1721 г. 23 января 1724 г. Пётр I приказал «Выборгскую фортецию» осмотреть и составить план необходимых работ, а для этого отправить в Выборг «генерал-майора от фортификации Кулона и полковника инженера Дебринии». В конце июля майор Выборгской крепостной артиллерии Генде сообщил в своем отчете, что фундамент каменной стены «из брёвен сделан и весь сгнил», если его не чинить, то стена скоро упадет. Крыши на строениях «весьма худы и у многих палат … обвалились». Ремонтно-восстановительные работы продолжались в течение ряда лет. Постепенно на стене, обращённой к валу, были заделаны пробитые артиллерией проломы. Были отремонтированы стены Цейхгаузов, в некоторых местах их пришлось сложить заново из кирпича. Поэтому только на первых ярусах зданий сохранились фрагменты гранитных стен более ранних построек шведского периода.

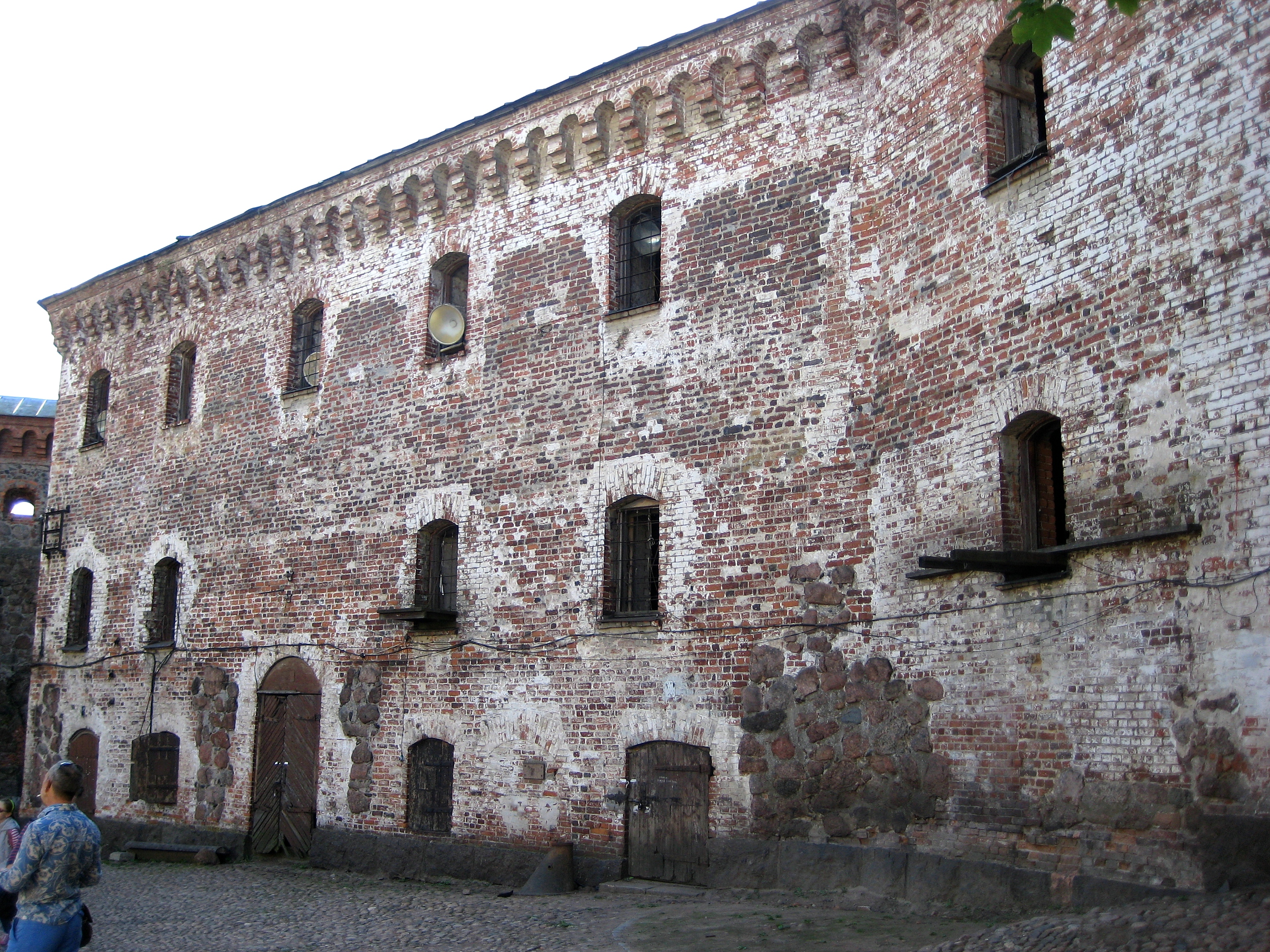
Внутренний фасад первого корпуса здания Цейхгауза (до реставрации)

Позднее это здание использовалось как складское помещение. Планы Замкового острова за период 1780—1845 гг. свидетельствуют о том, что на этом месте находилось двухэтажное здание с «ветхой крышей, покрытой досками», в котором хранилась «разных ведомств денежная казна». («Следы» этой каменной — из гранита — «денежной кладовой» и сейчас хорошо видны на фасаде здания.) В XIX в. из обветшавшего главного корпуса замка, превращённого в склад оружия, амуниции и различных воинских принадлежностей, все это постепенно переводится в цейхгаузы нижнего двора, и здесь формируются оружейные и инструментальные склады артиллерийского ведомства, оружейные склады Выборгского крепостного батальона. В ходе масштабной реконструкции замка 1891—1894 годах здания Цейхгаузов были перестроены, была незначительно поднята высота внутренней фасадной стены, пробиты новые двери и окна.